# L'Orage (film, 1934)
Pour les articles homonymes, voir L'Orage.
Pour plus de détails, voir Fiche technique et Distribution.
L'Orage (russe : Гроза, Groza) est un film dramatique soviétique réalisé par Vladimir Petrov et sorti en 1934.
Il s'agit d'une adaptation de la pièce L'Orage d'Alexandre Ostrovski, écrite en 1859. Le film est présenté à la Mostra de Venise 1934.

## Synopsis
L'histoire se déroule dans la première moitié du XIXe siècle dans la ville fictive de Kalinov, située sur la Volga. Les personnages principaux sont Kouliguine, un mécanicien autodidacte local, qui discute avec les jeunes Koudriach et Chapkine de l'arrogance du riche marchand Dikoï. Le neveu de Dikoï, Boris, arrive à Kalinov après la mort de ses parents, à la recherche de l'héritage de son oncle, mais il est averti que Dikoï ne se séparera pas volontiers de son argent. Malgré ses difficultés initiales avec la maison de son oncle, Boris commence à être enchanté par la vie à Kalinov, tandis que Kouliguine lui raconte l'histoire de la ville et de ses habitants. Pendant ce temps, une vagabonde nommée Fekloucha vante les mérites de Kalinov, et la femme d'un habitant du coin, Varvara, discute des relations familiales avec la belle et tourmentée Katerina, qui révèle son désir d'une vie meilleure, loin de ses contraintes actuelles.
Le deuxième acte se déroule dans la maison des Kaban, où les personnages féminins discutent des problèmes entre Katerina et son mari, Tikhon. Le désir de liberté de Katerina grandit, et avec les encouragements de Varvara, elle entame une liaison avec Boris. Varvara prévoit d'organiser des rendez-vous secrets pour eux, et l'intrigue commence à se développer lorsque Tikhon quitte la ville. Les tensions entre les personnages atteignent leur paroxysme lorsque Boris et Katerina se rencontrent et succombent à leur passion. Pendant ce temps, la génération plus âgée, notamment la sévère Kabanikha, persiste à faire respecter les normes sociales, créant un contraste saisissant avec les actions des jeunes. Katerina est rongée par la culpabilité et la crainte d'un châtiment divin, surtout après la visite d'une folle qui la met en garde contre une damnation imminente.
Dans le dernier acte, la tension culmine dans une conclusion tragique. Katerina, accablée par la culpabilité et les forces oppressives qui l'entourent, met fin à ses jours en se jetant dans la Volga. Tikhon, dévasté par la mort de sa femme, reproche à sa mère d'avoir poussé Katerina au désespoir. Le film se termine avec Tikhon pleurant la perte de sa femme, se demandant pourquoi il a été laissé seul à souffrir, tandis que sa mère, Kabanikha, nie froidement toute responsabilité. Kouliguine, observant la scène, rend un jugement final sur le sort de Katerina, déclarant que son âme n'est plus sous le contrôle de ses bourreaux, mais entre les mains d'un juge plus miséricordieux. Le destin tragique de Katerina, ainsi que les relations qui ont contribué à sa perte, reflètent de manière sinistre les pressions sociales et les conflits moraux de l'époque.

## Fiche technique
- Titre français : L'Orage[1],[2]
- Titre original : Гроза, Groza[3],[4],[5],[6],[7],[8]
- Réalisation : Vladimir Petrov
- Scénario : Vladimir Petrov d'après la pièce L'Orage d'Alexandre Ostrovski
- Photographie : Viatcheslav Gordanov (ru)
- Musique : Vladimir Chtcherbatchiov
- Décors : Nikolaï Sovourov (ru)
- Production : Soyouzfilm
- Pays de production :  Union soviétique
- Langue originale : russe
- Format : Noir et blanc - 1,37:1 - Son mono - 35 mm
- Durée : 79 minutes
- Genre : Drame
- Dates de sortie : 
  - Union soviétique : 25 mars 1934
  - France : 19 octobre 1934[1]

## Distribution
- Alla Tarassova : Katerina Petrovna Kabanova
- Ivan Tchouveliov (ru) : Tikhon Kabanov, époux de Katerina
- Mikhaïl Tsariov (ru) : Boris Grigorievitch, amant de Katerina
- Varvara Massalitinova : Marfa Ignatievna Kabanova dite Kabanikha , mère de Tikhon
- Irina Zaroubina (ru) : Varvara Kabanova, sœur de Tikhon, fille de Kabanikha
- Mikhaïl Tarkhanov (ru) : Savel Prokofievitch Dikoï
- Mikhaïl Jarov : Vania Koudriache
- Iekaterina Kortchaguina-Aleksandrovskaïa (ru) : Fekloucha
- Stepan Krylov : l'intendant